# Eugene Gordon Munroe
Eugene Gordon Munroe (Detroit, 8 september 1919 - 31 mei 2008) was een Amerikaans-Canadese entomoloog die over talloze soorten insecten wetenschappelijke artikelen publiceerde. 
Hij emigreerde met zijn ouders in 1927 naar Canada. Hij studeerde tussen 1936 en 1941 aan de McGill-universiteit in Montreal waar hij cum laude afstudeerde als Master of Science in de entomologie. Zijn doctoraat aan de Cornell-universiteit in Ithaca (New York) werd onderbroken door de Tweede Wereldoorlog. Tussen 1942 en 1945 diende hij in de Royal Canadian Air Force. Later presenteerde hij zijn doctoraatsthesis: "The geographical distribution of butterflies in the West Indies". Tussen 1946 en 1949 werkte hij aan het Institute of Parasitology van de McGill-universiteit en tussen 1950 en 1970 werkte hij voor het Biosystematic Research Institute van het Canadese ministerie van Landbouw.
Hij werkte voor de Insect Systematics and Biological Control Unit, Entomology Division in Ottawa, Canada. Munroe was jarenlang een erkende autoriteit op het gebied van de Pyraloidea wereldwijd. Van 1976 tot 1982 was hij ook hoofdredacteur van Moths of America North of Mexico.

## Publicaties
Monroe publiceerde meer dan 200 wetenschappelijke artikelen, waaronder:
- Munroe, E.G. 1948: The geographical distribution of butterflies in the West Indies. Ph.D. thesis. Cornell University, Ithaca, New York.
- Munroe, E.G. 1959: New Pyralidae from the Papuan Region (Lepidoptera). The Canadian Entomologist, 91(2): 102–112.
- Munroe, E.G. 1960: New Tropical Pyraustinae (Lepidoptera: Pyralidae). The Canadian Entomologist, 92(3): 164–173.
- Munroe, E.G. 1960a: A New Genus of Pyralidae and its Species (Lepidoptera). The Canadian Entomologist, 92(3): 188–192.
- Munroe, E.G. & Mutuura, A. 1968: Contributions to a study of the Pyraustinae (Lepidoptera: Pyralidae) of temperate East Asia II. The Canadian Entomologist, 100(8): 861–868.
- Munroe, E.G. & Mutuura, A. 1968a: Contributions to a study of the Pyraustinae (Lepidoptera: Pyralidae) of temperate East Asia I. The Canadian Entomologist, 100(8): 847–861. doi: 10.4039/Ent100847-8.
- Mutuura, A. & Munroe, E.G. 1970: Taxonomy and distribution of the European corn borer and allied species: Genus Ostrinia (Lepidoptera: Pyralidae). Memoirs of the Entomological Society of Canada, 112 (supplement 71): 1–112.
- Shaffer, J.C. & Munroe, E. 1989: Type Material Of 4 African Species Of Notarcha Meyrick, With Designations Of Lectotypes And Changes In Synonymy (Lepidoptera, Crambidae, Pyraustinae). Proceedings of the Entomological Society of Washington, 91: 248–256.
- Shaffer, J.C. & Munroe, E. 1989: Type material of two African species of Herpetogramma and one of Pleuroptya (Lepidoptera: Crambidae: Pyraustinae). Proceedings of the Entomological Society of Washington, 91: 414–420.

- Bibsys: 3030202
- International Standard Name Identifier: 0000 0000 7407 2358
- Library of Congress Control Number: n87851429
- Nationale Bibliotheek van Israël: 987007357530805171
- Nederlandse Thesaurus van Auteursnamen: 071708812
- Système universitaire de documentation: 151080720
- Virtual International Authority File: 23664194
- WorldCat: E39PBJmP8pbyjKt9DJQmjWpMfq